# ザ・ユナイテッド・ステイツ・オブ・アメリカ (バンド)
ザ・ユナイテッド・ステイツ・オブ・アメリカ（The United States of America）は、1967年にロサンゼルスで結成したアメリカのエクスペリメンタル・ロックバンド。

## 概要
作曲家のジョセフ・バードとボーカルのドロシー・モスコウィッツが、電気バイオリンのゴードン・マロン、ベースのランド・フォーブスとドラマーのクレイグ・ウッドソンと共に1967年にロサンゼルスで結成した。1968年に発表したセルフタイトルのアルバムは、ロック音楽における電子機器の使用に関する初期のショーケースとしてよく引用され、批評家の称賛を受け、マイナーチャートで成功を収めた。彼らはリリース直後に解散した。
グループのサウンドは、サイケデリック・ロックとアヴァンギャルドの両方に基づいていた。 珍しいことに、バンドにはギタリストが存在しなかった。 代わりに、弦楽器、キーボード、原始的なシンセサイザーを含む電子機器、およびリングモジュレーターを含むさまざまなオーディオプロセッサを使用した。 曲の歌詞の多くは、バードの左派の政治的見解を反映している。 AllMusic は、彼らを「60年代後半の最も革命的なバンドの1つ」と表現した。

## ディスコグラフィー

### アルバム
| Year | Title | Peak chart positions | Peak chart positions |
| Year | Title | UK[6]                | US[7]                |
| ---- | --- | -------------------- | -------------------- |
| 1968 | The United States of America 邦題：華麗なるアメリカン・ロック - Released: 1968 - Label: Columbia - Formats: Compact disc, vinyl | —                    | 181                  |

### シングル
- "The Garden of Earthly Delights" / "Love Song For The Dead Ché" (CBS 3745, UK, 1968)
- "Hard Coming Love" / "Osamu's Birthday"  (Sundazed, 2004)